# Jakub Bachman
Jakub Bachman (ur. kwiecień 1846 w Berdyczowie, zm. 30 kwietnia 1905 w Budapeszcie) – śpiewak, tenor, kantor, kompozytor.

## Życiorys
Jakub Bachman urodził się w Berdyczowie. Jako dziecko kształcił się w jesziwie. Naukę muzyki rozpoczął w chórze Mosze Pasternaka w miejscowej synagodze. W wieku osiemnastu lat rozpoczął studia w Konserwatorium Petersburskim u Antona Rubinsteina, gdzie uczył się śpiewu i muzyki. Rozwinął głos tenorowy i zaczął koncertować z Rubinsteinem. Mimo występów z Rubinsteinem, uważanym za „zachodniego przedstawiciela muzyki rosyjskiej”, Bachmann wybrał karierę kantora. Karierę rozpoczynał od krótkoterminowych urzędów w Berdyczowie, Rostowie i Konstantynopolu, później ugruntował swoją renomę jako kantor Synagogi Postępowej Tempel we Lwowie (1868–1884), Odessie (1884–1885) i Budapeszcie (1885–1905), gdzie ostatecznie osiadł. 
Bachman komponował zbiory utworów dla synagogi. Na jego styl muzyczny w tych utworach wpłynął Rubinstein, wykorzystywał zachodnie środki muzyczne. 

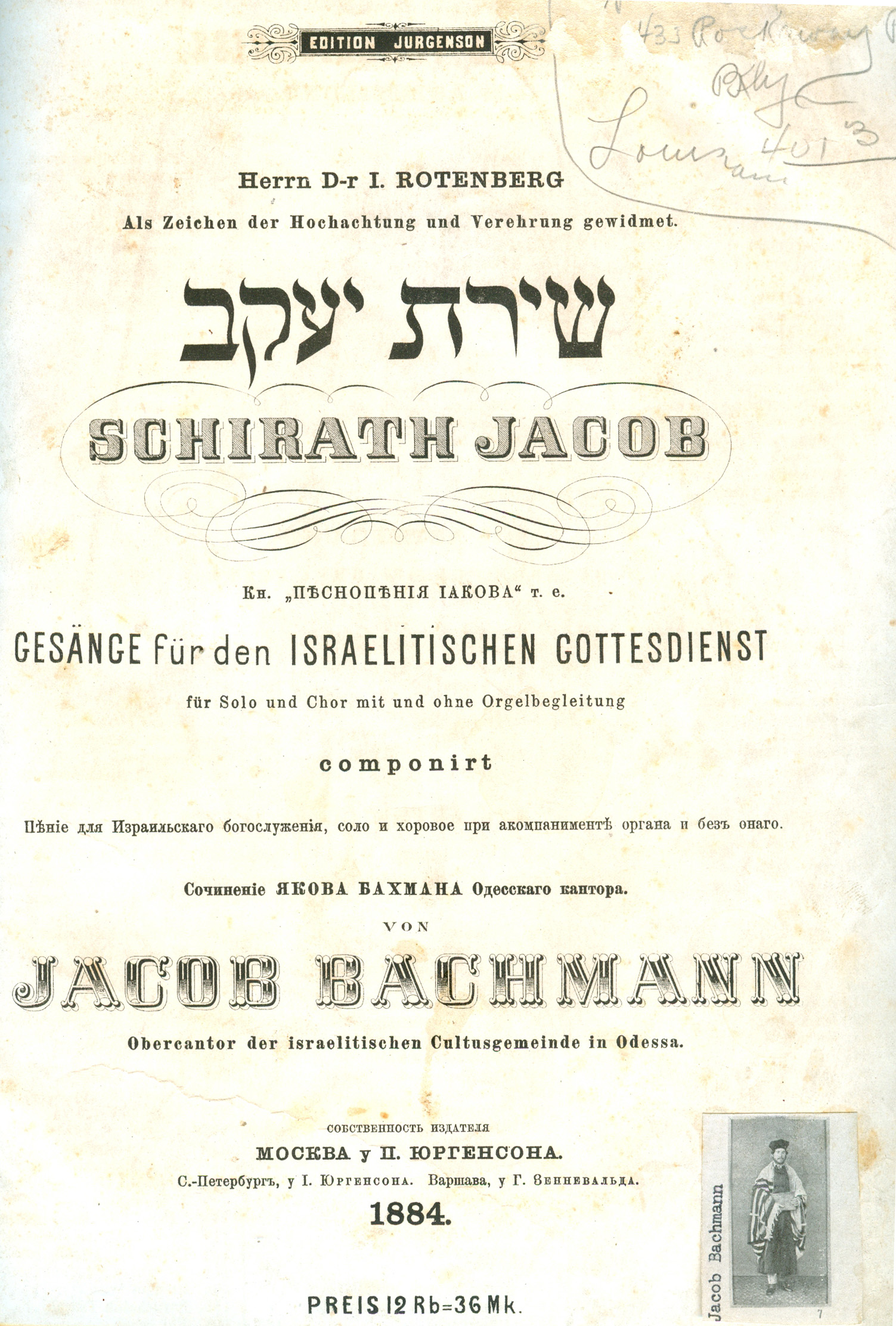
Szirot Jaakow

Zbiór jego kompozycji Szirot Jaakow ukazał się w Moskwie w 1884. Niepublikowane prace istnieją w formie rękopisów w Bibliotece Davida Puttermana w stanie Nowy Jork. 